# Elobey Pequeno
Elobey Pequeno ou Elobey Chico é uma ilha da Guiné Equatorial situada a 6,5 km da foz do rio Muni. A ilhota, que se situa a um quilômetro e meio a nordeste de Elobey Grande, apresenta 13,7 hectares de superfície e é coberta por coqueirais. O clima é tropical quente e úmido e a ilha tem uma altitude máxima de 5 m, assentando num platô basáltico.

Ilha de Corisco e Ilhas Elobey